# Diplazium nelsonianum
Diplazium nelsonianum är en majbräkenväxtart som beskrevs av Alexander Rojas.
Diplazium nelsonianum ingår i släktet Diplazium och familjen Athyriaceae. Inga underarter finns listade i Catalogue of Life.